# NGC 1008
NGC 1008 (również PGC 9970 lub UGC 2114) – galaktyka eliptyczna (E), znajdująca się w gwiazdozbiorze Wieloryba. Odkrył ją Albert Marth 15 stycznia 1865 roku.